# Viborg Kirkegård
Viborg Kirkegård er en kirkegård beliggende imellem Rødevej og Gl. Skivevej, i centrum af Viborg og dækker et areal på ca. 9.5 ha. Kirkegården er central kirkegård for fem af byens seks sognekirker, med undtagelse af Asmild Kirke, der som eneste kirke i byen har egen kirkegård. Viborg Kirkegård blev indviet i 1808.

## Historie
Kirkegården i midtbyen blev indviet den 10. oktober 1808, og skulle aflaste de efterhånden fyldte kirkegårde der lå placeret ved byens kirker. I det sydøstlige hjørne findes den ældste del af kirkegården, og det var også her det første kapel og en graverbolig lå placeret.
I 1965 byggede man nyt kapel og opførte et krematorium ved den nye indgang, som man i 1960 havde etableret ved Gl. Skivevej, lige overfor Viborg Katedralskole. Der var ligbrænding i Viborg indtil 1987, hvor man nedlagde krematoriet i forbindelse med en ombygning af bygningskomplekset ved kapellet.
Kirkegården er blevet udvidet fire gange i forbindelse med tilkøb af jord, og i 2005 var seneste gang man tog et nyt område i brug.

## Faciliteter
I bygningerne ved Gl. Skivevej findes 2 kapeller med plads til henholdsvis 168 og 15 siddepladser. Orglet i det største kapel har 15 stemmer og er lavet af Marcussen & Søn.

## Kendte begravet på kirkegården
- Jens Bloch
- Julius Brems
- Johannes Bæch
- Henrik Krogh Christensen
- Jørgen Brems Dalgaard
- Meta Ditzel
- Anton Frederiksen
- Georg S. Geil
- Reidun Günther Geil
- Søren Haubroe
- Peter Wilken Heiberg
- Peer Hultberg
- Johannes Hørring
- Erling Kristensen
- Otto Laub
- Jens Christian Lund
- Jens Lind
- Gudrun Meedom Bæch
- Hans Christian Cornelius Mortensen
- Georg Morville
- Henry Myers
- Hother Paludan
- Carl Heinrich Petersen
- Alfred Sveistrup Poulsen
- Ellen Rafn Schepelern
- Richard Sennels
- Hugo Strunge
- Aage Kristian Sørensen
- Peder Jacobsen Tetens
- Julius Tholle
- Søren Vig-Nielsen
- Claudius August Wiinholt
- Lasse Winsløw
- Nicolaj Esmark Øllgaard